# Зундерн (Зауерланд)
Зундерн (њем. Sundern) град је у њемачкој савезној држави Северна Рајна-Вестфалија. Једно је од 12 општинских средишта округа Хохзауерланд. Према процјени из 2010. у граду је живјело 29.061 становника. Посједује регионалну шифру (AGS) 5958044, NUTS (DEA57) и LOCODE (DE SNN) код.

## Географски и демографски подаци
Зундерн се налази у савезној држави Северна Рајна-Вестфалија у округу Хохзауерланд. Град се налази на надморској висини од 265 метара. Површина општине износи 192,9 km². У самом граду је, према процјени из 2010. године, живјело 29.061 становника. Просјечна густина становништва износи 151 становника/km².

## Међународна сарадња
| Мјесто     | Држава  | Врста сарадње | Од    |
| ---------- | ------- | ------------- | ----- |
| Калопецати | Италија | партнерство   | 2009. |
| Извор      |         |               |       |